# Sint-Annastrand

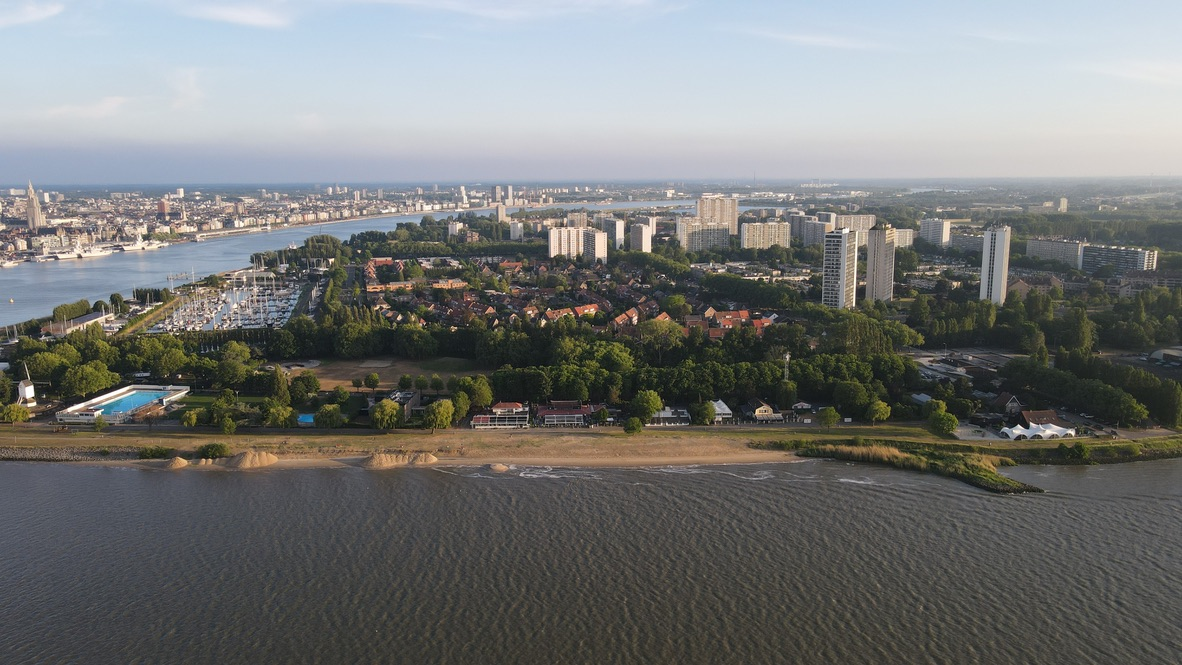
Sint-Annastrand

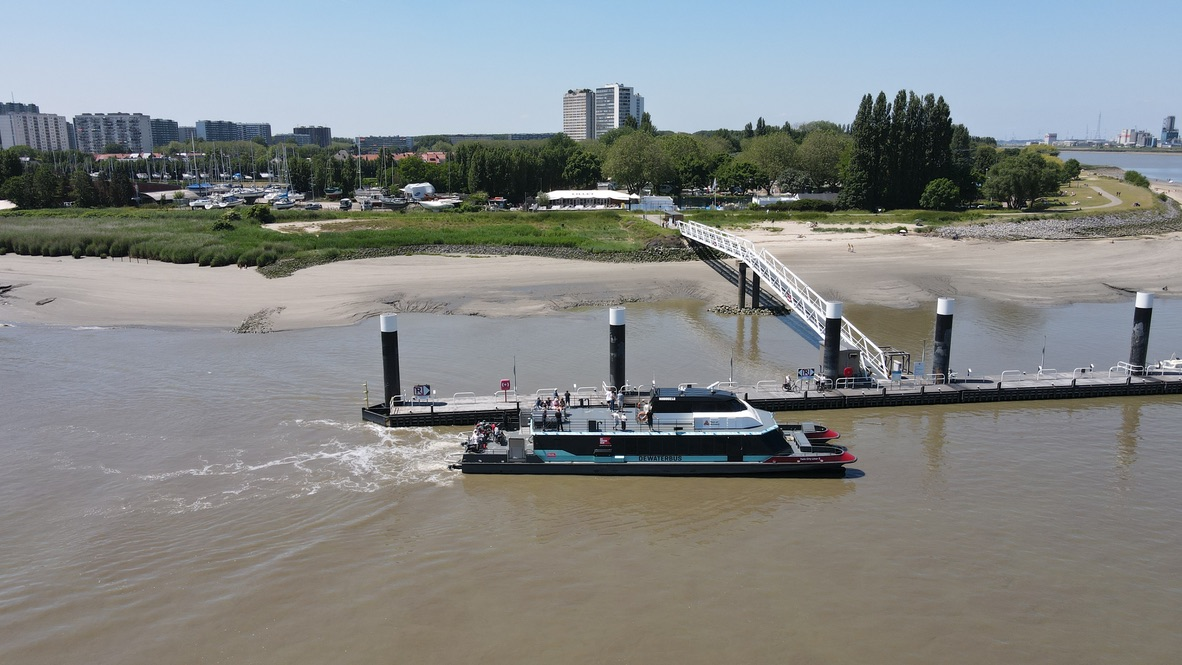
DeWaterbus aan halte Sint Annastrand op de Palingplaat

Het Sint-Annastrand is een recreatiegebied in de Belgische stad Antwerpen in het noorden van de oude Borgerweert in de postzone 2050 Antwerpen op de Linkeroever van de Schelde.
Het gebied ligt aan de Zeeschelde tussen het Sint-Annabos in het westen en de Palingplaat aan de molen van Sint-Anneke of van het Veertje in het oosten. Ook de seniorenradio Minerva is hier aan de Wandeldijk gevestigd. Achter de Wandeldijk bevindt zich zuidwaarts vanaf de Schelde in het noorden gezien de Kastanjedreef. Aan de molen is er ook een openluchtzwembad en aan de steiger van de Palingplaat is er een halte van de De Waterbus op haar tocht van Hemiksem naar Lillo en terug.